# FrameNet
FrameNet es un proyecto del International Computer Science Institute en Berkeley (Estados Unidos) que produce un recurso electrónico basado en marcos semánticos. Un marco semántico se puede concebir como un guion. Se utiliza para describir un objeto, estado o evento. La base de datos léxica FrameNet contiene alrededor de 10 000 unidades léxicas (emparejamiento de una palabra con un significado; las palabras polisémicas están representadas por varias unidades léxicas), 800 marcos semánticos y más de 120.000 frases de ejemplo. FrameNet es en gran medida la creación de Charles Fillmore.

## Conceptos

### Marcos
Algunos ejemplos de nombres de marcos son Being_born (nacer) y Locative_relation (ubicación). Junto con el nombre, los marcos contienen una descripción textual del concepto que representan.

### Elementos que conforman los marcos
Cada marco tiene cierto número de elementos básicos y elementos suplementarios que pueden entenderse como papeles semánticos. El único elemento básico del marco Being_born es Child, y los elementos no suplementarios son tiempo, lugar, familiares, etc.

### Unidades léxicas
Además del marco, cada unidad léxica está asociada a una serie de elementos del marco a través de anotaciones.

### Realizaciones
FrameNet ofrece en las frases de ejemplo algunos datos sobre las funciones sintácticas que los elementos de los marcos desempeñan. Por ejemplo, en el marco Being_born los elementos Child y about AD 460 son sintagmas nominales.

### Valencias
FrameNet también presenta estadísticas sobre las valencias de los marcos, que es el número y la posición de los elementos del marco dentro de las frases de ejemplo. La frase She was BORN about AD 460 pertenece al patrón de valencia NP Ext., INI -, NP Dip que aparece dos veces en las frases de ejemplo.

### Frases de ejemplo
Los marcos se asocian con frases de ejemplo y los elementos de marco están marcados dentro de las frases. Así, la frase She was BORN about AD 460 se asocia con el marco Being_born, mientras She se marca como elemento básico Child y about AD 460 está marcado como tiempo.